# Безмолвные свидетели
«Безмолвные свидетели» (кит. 沉默的证人, англ. Bodies at Rest) — фильм режиссёра Ренни Харлина. Премьера фильма состоялась 18 марта 2019 года на Международном кинофестивале в Гонконге. 

## Сюжет
Гонконг. Рождественский сочельник. Морг при Центре судебной медицины. Патологоанатом, его аспирантка Лин и дежурный сторож подверглись налету бандитов. Их целью является пуля из трупа дочери главы триады. После получения улики бандиты уходят, но все кардинально меняется когда выясняется, что пуля подменена.

## В ролях
| Актёр      | Роль                       |
| ---------- | -------------------------- |
| Ник Чун    | патологоанатом Чен Цзя Хао |
| Ян Цзы     | аспирантка Лин             |
| Ма Шулян   | сторож Дядя Джин           |
| Ричи Рен   | бандит Санта               |
| Карлос Чан | бандит Эльф                |
| Фэн Цзяи   | бандит Рудольф             |
| Джин О-Юн  | Вэй Зай                    |
| Клара Ли   | Чжэн Аньци                 |

## Критика
На сайте-агрегаторе рецензий Rotten Tomatoes фильм имеет рейтинг одобрения 83%.